# منجم كومتور للذهب
منجم كومتور للذهب (بالقيرغيزية: Кумтөр)‏ و(بالروسية: Кумтор)‏، هو موقع لتعدين الذهب في حفرة مفتوحة يقع في منطقة إيسيك كول في قيرغيزستان على بعد حوالي 350 كم (220 ميل) جنوب شرق العاصمة بيشكيك و 80 كم (50 ميل) جنوب بحيرة إيسيك كول بالقرب من الحدود مع الصين.